# Harriet (tortue)
Pour les articles homonymes, voir Harriet.

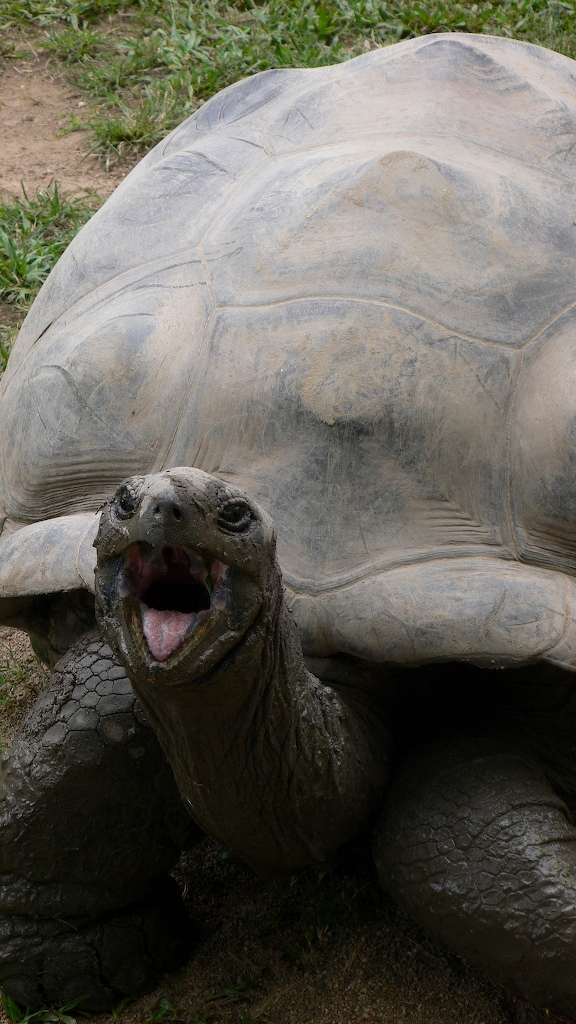
Harriet.

Harriet est le nom d'une tortue géante des Galápagos (Geochelone elephantopus porteri), née vers 1830, et ayant terminé sa vie à l'Australia Zoo dans le nord de l'Australie.
Le 15 novembre 2005 a été fêté son 175e anniversaire. Elle était ainsi le plus vieil animal recensé de la planète bien qu'elle ne détienne pas le record de longévité des tortues. D'après le livre Guinness des records, c'est une tortue malgache, une certaine Tu'i Malila qui avait été offerte à la famille royale des îles Tonga par l'explorateur britannique James Cook, morte en 1965 à l'âge de 188 ans, qui détiendrait ce record. En outre, la tortue Adwaita se vit attribuer après sa mort un âge d'environ 250 ans.
Harriet est morte le 23 juin 2006 des suites d'une crise cardiaque.

## Légende et anecdotes

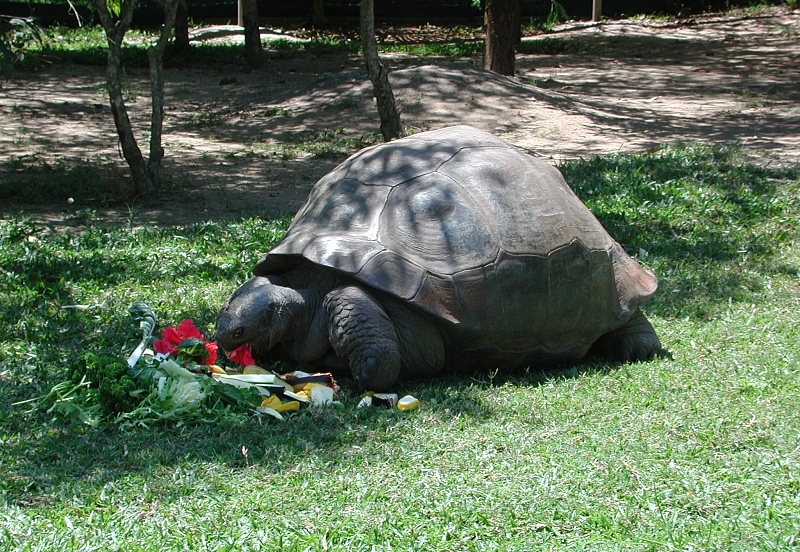
Harriet.

La date de naissance précise de Harriet est inconnue, mais des tests d'ADN ont permis d'estimer son âge approximatif.
Elle aurait été recueillie puis ramenée[réf. souhaitée] à Londres à l'âge de 5 ans en 1835 par le scientifique Charles Darwin à l'occasion d'un de ses voyages aux îles Galápagos. La véracité de cette anecdote est contestée par certains experts, étant donné que Harriett est issue d'une sous-espèce de tortues présente uniquement sur une île que Charles Darwin n'aurait pas visitée. 
Pendant plus de 100 ans, on surnomma la tortue Harry car on croyait qu'il s'agissait d'un mâle.
En 1988, Harriet a été donnée à l'Australia Zoo. On estimait qu'elle aurait pu vivre au moins jusqu'à 200 ans.